# Hyperbaena ovata
Hyperbaena ovata är en tvåhjärtbladig växtart som beskrevs av Ignatz Urban. Hyperbaena ovata ingår i släktet Hyperbaena och familjen Menispermaceae. Inga underarter finns listade i Catalogue of Life.